# Publi Corneli Maluginense (cònsol 404 aC)
Publi Corneli Maluginense (llatí: Publius Cornelius Maluginensis) va ser un militar i magistrat romà del segle v aC. Era fill de Marc Corneli Maluginense, que va ser cònsol l'any 436 aC.
L'any 404 aC va ser tribú amb potestat consolar, juntament amb Gneu Corneli Cos, Gai Valeri Potit Volús, Ceso Fabi Ambust, Marc Sergi Fidenes i Espuri Nauci Rutil III. Va seguir el setge de Veïs iniciat l'any anterior, però Roma va fixar la seva atenció en els Volscs, que van ser derrotats en una batalla entre Ferentino i Ecetra. Els romans van aconseguir conquistar la ciutat volsca d'Artena, gràcies a la traïció d'un esclau, que va indicar als soldats un passatge per arribar a la fortalesa.